# Arnage
Arnage är en kommun i departementet Sarthe i regionen Pays de la Loire i nordvästra Frankrike. Kommunen ligger i kantonen Le Mans-Sud-Ouest som tillhör arrondissementet Le Mans. År 2022 hade Arnage 5 463 invånare.

## Befolkningsutveckling
Antalet invånare i kommunen Arnage
| Referens: INSEE |